# Charice (álbum de 2010)
Charice é o primeiro álbum de estúdio internacional do cantor filipino Charice, lançado em 11 de maio de 2010, pela Reprise Records. O álbum debutou no número oito da Billboard 200, com a venda de 43 mil cópias na primeira semana, fazendo de Charice a primeiro artista solo asiático e único filipino a alcançar o top 10 da parada.
O primeiro single, "Pyramid", foi lançado em 2 de março de 2010 e obteve a posição #56 na Billboard Hot 100 e o número um na Hot Dance Club Songs, além de posicionar em paradas como as da Austrália, Canadá e Japão.

## Divulgação
Para promover o álbum, Charice esteve no The Oprah Winfrey Show, onde apresentou "Pyramid" e "In This Song".

### Singles
- "Note to God" foi lançado digitalmente como single promocional do álbum, em 15 de maio de 2009.
- "Pyramid", com participação de Iyaz, foi lançado com primeiro single oficial em 2 de março de 2010.
- "Crescent Moon" foi liberada como segundo single apenas digital, exclusivamente no Japão.[6]

## Faixas
| N.º | Título                       | Compositor(es)                                                               | Produtor(es)           | Duração |  |
| 1.  | "Pyramid" (feat. Iyaz)       | David Jassy, Lyrica Anderson, Niclas Molinder, Joacim Persson, Johan Alkenäs | Twin                   | 3:58    |  |
| 2.  | "Reset"                      | Charice, Peter Habib, Adam Nierow, Johannes R. Joergensen                    | DEEKAY e Mr. Fantastic | 4:23    |  |
| 3.  | "In This Song"               | David Foster, Claude Kelly, Emanuel Kiriakou                                 | Foster                 | 3:36    |  |
| 4.  | "Nobody's Singin' to Me"     | Anne Preven, Scott Cutler                                                    |                        | 3:38    |  |
| 5.  | "Thank You"                  | Tom Leonard, Klaus Derendorf                                                 | Klaus D                | 4:16    |  |
| 6.  | "I Love You"                 | Kate Akhurst, Vince Pizzinga                                                 |                        | 3:05    |  |
| 7.  | "In Love So Deep"            | The Corrs, Richard Nowell, Billy Steinberg                                   |                        | 4:08    |  |
| 8.  | "All That I Need to Survive" | Carole Bayer Sager, Jorgen Elofsson                                          |                        | 4:05    |  |
| 9.  | "Nothing"                    | Didrik Thott, Sebastian Thott, Steve Diamond                                 | Thott, Diamond         | 3:50    |  |
| 10. | "The Truth Is"               | Alexander James                                                              |                        | 3:22    |  |
| 11. | "I Did It for You"           | Molinder, Alkenäs, Ryan Tedder                                               |                        | 3:43    |  |
| 12. | "Note to God"                | Diane Warren                                                                 | Foster                 | 3:59    |  |

| Bônus da edição internacional |                                                             |                                |              |         |  |
| N.º                           | Título                                                      | Compositor(es)                 | Produtor(es) | Duração |  |
| 13.                           | "I Did It for You" (com Drew Ryan Scott do Varsity Fanclub) | Molinder, Alkenäs, Ryan Tedder |              | 3:44    |  |

| Bônus da Edição Deluxe no iTunes e no Target |                   |                |                           |         |  |
| N.º                                          | Título            | Compositor(es) | Produtor(es)              | Duração |  |
| 13.                                          | "Breathe You Out" | Habib, Nierow  | J Remy, Bobby Bass        | 3:14    |  |
| 14.                                          | "Are We Over"     | Warren         | Brent Paschke, Gabe Lopez | 3:55    |  |

| Bônus da Edição Deluxe na QVC |                                       |                                                                              |                  |         |  |
| N.º                           | Título                                | Compositor(es)                                                               | Produtor(es)     | Duração |  |
| 13.                           | "Fingerprint"                         | Jonas Jeberg, Robbie Nevil, Lauren Evans                                     | Nevil and Jeberg | 3:25    |  |
| 14.                           | "Thank You (Piano/Vocal)"             | Tom Leonard, Klaus Derendorf                                                 | Klaus D          | 4:16    |  |
| 15.                           | "Pyramid (versão apenas com Charice)" | David Jassy, Lyrica Anderson, Niclas Molinder, Joacim Persson, Johan Alkenäs |                  | 3:23    |  |
| 16.                           | "Pyramid (Dance Mix)"                 | David Jassy, Lyrica Anderson, Niclas Molinder, Joacim Persson, Johan Alkenäs |                  | 3:54    |  |

| Faixas bônus japonesas |                                                             |                                                 |              |         |  |
| N.º                    | Título                                                      | Compositor(es)                                  | Produtor(es) | Duração |  |
| 13.                    | "I Did It for You" (com Drew Ryan Scott do Varsity Fanclub) | Molinder, Alkenäs, Ryan Tedder                  |              | 3:44    |  |
| 14.                    | "Pyramid" (Dave Audé Radio Edit)                            |                                                 |              |         |  |
| 15.                    | "I Love You" (Dave Audé Radio Edit)                         |                                                 |              | 3:51    |  |
| 16.                    | "Crescent Moon"                                             | Ayaka (letra/música), Yoshihiko Nishio (música) |              | 4:38    |  |

| Críticas profissionais                                                      | Críticas profissionais |
| Avaliações da crítica                                                       | Avaliações da crítica  |
| Fonte                                                                       | Avaliação              |
| --------------------------------------------------------------------------- | ---------------------- |
| Allmusic                                                                    | [ 7 ]                  |
| Billboard                                                                   | (positiva)             |
| Los Angeles Times                                                           | [ 9 ]                  |
| Esta tabela precisa de ser acompanhada por texto em prosa. Consulte o guia. |                        |

## Paradas musicais
| Parada (2010)                  | Melhor posição |
| ------------------------------ | -------------- |
| Estados Unidos - Billboard 200 | 8              |
| Canadá - Canadian Albums Chart | 4              |
| Japão - Oricon Weekly Charts   | 12             |

## Histórico de lançamento
| País           | Data                | Gravadora            | Formatos             |
| -------------- | ------------------- | -------------------- | -------------------- |
| Nova Zelândia  | 7 de maio de 2010   | WEA International    | CD, download digital |
| Austrália      | 7 de maio de 2010   | WEA International    | Download digital     |
| Estados Unidos | 11 de maio de 2010  | 143/Reprise          | CD, download digital |
| Canadá         | 11 de maio de 2010  | WEA International    | CD, download digital |
| Filipinas      | 12 de maio de 2010  | WEA International    | CD                   |
| Coreia do Sul  | 20 de maio de 2010  | WEA International    | CD                   |
| Brasil         | 27 de maio de 2010  | WEA International    | CD                   |
| África do Sul  | 14 de junho de 2010 | Gallo Record Company | CD, download digital |
| Japão          | 7 de julho de 2010  | WEA International    | CD, download digital |